# 屈特
屈特（法語：Cuts）是法国瓦兹省的一个市镇，属于贡比涅区（Compiègne）努瓦翁县（Noyon）。该市镇总面积10.78平方公里，2009年时的人口为951人。

## 人口
屈特人口变化图示